# ویگیا دل فورته
ویگیا دل فورته (انگلیسی: Vigía del Fuerte) یک منطقه مسکونی در کشور کلمبیا است.